# 熊本県道243号郡浦網田線
熊本県道243号郡浦網田線（くまもとけんどう243ごう こうのうらおうだせん）は、熊本県宇城市から宇土市に至る一般県道である。

## 概要

### 路線データ
- 起点：熊本県宇城市三角町郡浦（三角町郡浦交差点、国道266号交点）
- 終点：熊本県宇土市戸口町（戸口交差点、国道57号交点）

## 地理

### 通過する自治体
- 宇城市
- 宇土市

### 交差する道路
| 交差する道路 | 市町村名 | 交差する場所 | 交差する場所            |
| ------------ | -------- | ------------ | ----------------------- |
| 国道266号    | 宇城市   | 三角町郡浦   | 三角町郡浦交差点 / 起点 |
| 国道57号     | 宇土市   | 戸口町       | 戸口交差点 / 終点       |

### 交差する鉄道
- 三角線

### 沿線
- 八代海
- 宇土市役所 網田支所
- 宇土市立網田小学校
- JR九州三角線 網田駅
- 有明海